# Любине (община)
Община Любине (на сръбски: Општина Љубиње) е разположена в Република Сръбска, част от Босна и Херцеговина. Неин административен център е град Любине. Общата площ на общината е 321.97 км2. Населението ѝ през 2004 година е 4258 души.